# William Pitt
William Pitt, 1. hrabě z Chathamu (15. listopad 1708 – 11. květen 1778) byl britský státník, člen strany Whigů, který získal největší slávu v době, kdy vedl Británii v sedmileté válce (spolu s Thomasem Pelham-Hollesem). Vedoucím představitelem britské vlády (ve funkci strážce královské pečeti) byl v letech 1766 až 1768. Bývá často označován jako William Pitt starší, pro odlišení od svého syna Williama Pitta mladšího.

## Mládí
Pitt se narodil ve Westminsteru jako syn Roberta Pitta (mj. člena parlamentu) a Harriet Villiersové. Studoval na Eton College a v lednu 1727 začal navštěvovat Trinity College v Oxfordu. Byl náruživým čtenářem a mezi jeho oblíbené autory patřil Démosthenés.
Náhlé záchvaty dny, kterými trpěl i při školním vyučování, ho přinutily opustit univerzitu v Oxfordu bez dokončení studia a poté odejel ze země. Nějaký čas strávil ve Francii, Itálii a v letech 1728 až 1730 navštěvoval Utrechtskou univerzitu.
Roku 1727 zemřel jeho otec a Pitt se tak musel, jako mladší syn, rozhodnout pro další kariéru. Vybral si vojenskou službu. Větší část doby u vojska trávil v Northamptonu. Byl frustrován politikou premiéra Roberta Walpoleho, který se snažil nezapojovat Británii do válek na kontinentu a Pitt tak nedostal šanci ověřit si své schopnosti v bitvě. Jeho vojenská kariéra však byla krátká. Jeho starší bratr byl zvolen poslancem parlamentu za dva obvody a poslanecký mandát příslušející obvodu, který ovládala Pittova rodina, připadl jemu. Roku 1735 se tak stal Pitt poslancem za Old Sarum.

## Poslanec
Pitt se brzy stal prominentním členem skupiny Whigů nespokojených s Walpoleho politikou. Ten zařídil, aby Pitta a s ním i několik jeho přátel, za kritiku vlády propustili roku 1736 z armády. To vyvolalo velkou vlnu kritiky, protože v tom byl spatřován útok proti svobodě projevu poslanců. Pitt byl krátce nato jmenován správcem domácnosti následníka trůnu prince Frederika, což ale neubralo na kritičnosti jeho projevů vůči vládě.
Roku 1742 byl Walpole vystaven dlouhodobé ostré kritice opozice, byl nucen odstoupit a premiérem se stal Spencer Compton, ačkoli největší vliv měl John Carteret a bratři Pelhamové (Henry a Thomas). Pittovi ale nebyl svěřen žádný ministerský post, ačkoli se na této změně svými kritickými projevy podílel. Poté, co se roku 1744 Carteret stal nepohodlným, vytvořili vládu založenou na širší koalici Pelhamové.

## Pokladník armády
V květnu 1746 byl Pitt jmenován hlavním pokladníkem armády, což byla velmi lukrativní a vlivná pozice. Tento úřad také znamenal, že se stal členem tajné královské rady (i když ne členem vlády). U předchozích pokladníků bylo zvykem, že mimo plat, který za vykonávání této funkce dostávali, si nechávali úroky z volných finančních prostředků a asi půl procenta ze zahraničních dotací. To Pitt odmítl, všechny volné finanční prostředky nechal uložit do Bank of England a všechny subvence byly placeny v plné výši. Tím si vytvořil u krále i veřejnosti obraz státníka a charakterního muže.
Poté, co Henry Pelham zemřel, stal se předsedou vlády jeho bratr Thomas. Pitt zpočátku utlumil svůj kritický tón, ale po volbách ve svých projevech v parlamentu opakovaně útočil na Thomase Pelhama, ačkoli ve své pozici pokladníka armády sloužil pod ním. Po kritickém projevu v parlamentu, na kterém kritizoval nový vládní návrh subvencí kolonií, byl ze svého úřadu odvolán. Po vlně kritiky od opozice, vojenských neúspěších a nárůstu nespokojenosti veřejnosti byl Pitt jmenován správcem pro jižní část země a předsedou dolní komory parlamentu.
V dubnu 1757 byl ze své pozice, za kritiku politiky britské vlády, podporované králem, ze své pozice znovu odvolán. Nicméně jeho podpora veřejnosti byla tak výrazná, že nebylo možné ji ignorovat. Po několika týdnech jednání vznikla dohoda o tom, že Thomas Pelham-Holles zůstane formálně premiérem, Pitt vstoupí do vlády a bude spoluurčovat její politiku.

## Vláda Pelhama a Pitta
V červnu 1757 vznikla koalice s Pelhamem, která vydržela až do listopadu 1761. Podle všeobecného názoru současníků byly úspěchy Británie té doby pouze Pittovým dílem. Nicméně faktem je, že výsledná politika byla dílem kompromisu mezi Pittem a Pelhamem. Zatímco Pitt se věnoval vojenským akcím v koloniích, kde Británie dosahovala mnoha úspěchů v bojích vůči Francii, Pelham se věnoval vytváření protifrancouzských koalicí na kontinentu, tím vázala Británie a její spojenci síly a finanční prostředky Francie, které jí chyběly v koloniích a zároveň bránila pozici Hannoverské dynastie v Německu.
Pitt byl prvním imperialistou v moderní britské historii a byl hlavní hybnou silou expanze. Nicméně některé jeho vojenské akce si vyžádaly náklady, které neodpovídaly dosaženým výsledkům. Nepřímým ziskem vítězství Británie v sedmileté válce bylo oslabení pozice Francie.
Po smrti Jiřího II. byl jmenován premiérem John Stuart. Pitt upozorňoval na vzrůstající nebezpečí ze strany Španělsko, ale protože jeho názory ve vládě nebyly vyslyšeny v říjnu 1761 rezignoval. Až do roku 1765 svou angažovanost v politice utlumil. Následující rok s velkou snahou podporoval Watsona-Wentwortha v jeho snaze zrušit kolkový zákon, argumentujíce, že je neústavní, aby byly uvaleny daně na kolonie bez souhlasu jejich zástupců. V letech 1763 a 1765 byl Pitt neúspěšně přesvědčován svými spojenci, aby se vrátil do aktivní politiky.

## Premiér
V červenci 1766 byl Charles Watson-Wentworth odvolán a král Pittovi nabídl, aby sestavil vládu podle své vůle. Výsledkem byla vláda sestavená ze silných osobností, ale rozdílných názorů. Pitt samotný si zvolil funkci strážce královské pečeti. To vyžadovalo, aby se stal členem sněmovny lordů a tak mu byl v srpnu udělen titul hraběte z Chathamu.
Mezi problémy, které musela řešit jeho vláda řešit, bylo dodržování mírové dohody z Paříže z roku 1763, vzrůstající napětí mezi americkými koloniemi a Británií a statut Východoindické společnosti. Tím že ze své pozice nemusel řešit rutinní záležitosti, mohl se věnovat výběrů kandidátů do vlivných funkcí.
Nicméně v říjnu 1768 odstoupil Pitt ze svého úřadu a jeho nástupcem se stal Augustus Fitzroy. Přijetím šlechtického titulu totiž velmi rychle ztratil popularitu. Například oslava na počest nástupu do funkce ve vládě připravovaná v londýnské City byla zrušena poté, co vyšlo najevo, že se stane hrabětem z Chathamu.
Jedním z prvních nařízení vlády bylo uvalení embarga na kukuřici, vyvolané obavou z nedostatku po neobvyklé neúrodě roku 1766. Roku 1767 Charles Townshend uvalil daň na čaj, sklo a papír pro americké kolonie v takové výši, která Američany, pro které měl Pitt velké porozumění, velmi rozzlobila. Pitt se začal zabývat záležitostmi Indie a převodem pravomocí z vlivné Východoindické společnosti na krále.
V té době se ale najednou vytratil z veřejného života. Není zcela jisté, jestli byla příčinou jeho mentální a fyzické neschopnosti obava z řízení vlády sestavené z tak rozdílných osobností, nebo ztráta popularity mezi veřejností, nebo jaký vliv na něho měl záchvaty dny. Téměř se nestýkal se svými kolegy z vlády a odmítal i setkání s králem. Pitt se tak nepodílel na řešení vládní agendy a tyto záležitosti byly spravovány jednotlivými ministry. Po několik měsíců byly státní záležitosti řízeny tímto podivným způsobem, bez jasné definice, kdo je vlastně faktickým předsedou vlády. V říjnu 1768 nabídl Pitt svou rezignaci a zdůvodnil ji špatným zdravotním stavem.

## Pozdní období
Brzy po své rezignaci byl zasažen záchvatem dny a tak se na veřejnosti objevil až v červenci 1769. Roku 1770 se Británie a Španělsko dostaly do konfliktu o Falklandy. Pitt vehementně podporoval ostřejší postup vůči nepřátelům. To aktivizovalo veřejnost, vláda mobilizovala námořnictvo, přinutila Španěl k ústupu a posílila tím svou vnitropolitickou pozici. Pitt se později postavil ostře proti politice vlády vůči americkým koloniím.
Pitt zemřel 11. května 1778. Původně byl pohřben v Hayes. Všechny politické strany ale jednotně navrhly králi, aby rozloučení se s tímto státníkem bylo provedeno s ohledem na jeho význam s veřejnými poctami. Byla vypsána veřejná sbírka na postavení památníku nad novým hrobem u Westminsterského opatství.
Pitt je považován za prvního britského premiéra, který se do úřadu dostal, na rozdíl od svých předchůdců, pod tlakem veřejného mínění a s velkou podporou v dolní komoře parlamentu, nikoliv z důvodu osobních styků s vlivnými politiky nebo králem. Se svou manželkou Hester měl pět dětí – Hester, Harriet, Johna, Williama a Jamese. Jeho syn William následoval jeho politickou kariéru a stal se později také britským premiérem.